# Victory (album)
Victory bylo první a jediné album, které nahrálo všech šest bratrů Jacksonů společně jako skupina The Jacksons. Na hudebním trhu se objevilo 6. července 1984.
Po úspěšném opětovném sjednocení bratrů na akci Motown 25, která byla asi trochu zastíněna úžasným tancem Moonwalk Michaela Jacksona během jeho sólového výstupu v dodnes oblíbené skladbě - Billie Jean, se Jermaine rozhodl vrátit se k skupině po opuštění společnosti Motown, kde působil devět let jako plnohodnotný sólista. Napětí mezi bratry však údajně rostlo během nahrávacích sezení tak výrazně a rychle, že se na krytu alba nechal každý bratr vyfotografovat samostatně.

## Seznam skladeb

### První strana
- 1. Torture (4:51)
- 2. Wait (5:24)
- 3. One More Change (5:02)
- 4. Be Not Always (5:35)

### Druhá strana
- 5. State of Shock (4:30) - společně s Mickem Jaggerem
- 6. We can Change the World (4:44)
- 7. The Hurt (5:20)
- 8. Body (5:05)